# Yifeng (socken i Kina)
Yifeng (kinesiska: 仪封, 仪封乡) är en socken i Kina. Den ligger i provinsen Henan, i den centrala delen av landet, omkring 120 kilometer öster om provinshuvudstaden Zhengzhou. Antalet invånare är 40 212. Befolkningen består av 20 478 kvinnor och 19 734 män. Barn under 15 år utgör 24,0 %, vuxna 15-64 år 66 %, och äldre över 65 år 9,0 %.
Genomsnittlig årsnederbörd är 702 millimeter. Den regnigaste månaden är juli, med i genomsnitt 190 mm nederbörd, och den torraste är januari, med 5 mm nederbörd.